# 戈登·蒙斯坦
戈登·蒙斯坦（英語：James Gordon Masten，1950年8月30日—2020年7月26日），是一位加拿大的演員、配音員。

## 出演

### 電視影集
- 45rpm（路人）2019年

### 電影
- 迷霧森林十八年（攝影師）1988年
- Lapse of Memory（出版人）1991年
- Stay Tuned（Executioner）1992年
- 聖誕快樂又瘋狂（Desk Sergeant）1994年
- 明天過後（紐約的巴士司機）2004年
- 搖滾啟示錄（Moonshiner）2007年
- 迷走青春（巴士司機）2007年
- 啟動原始碼（Conductor）2011年
- 跨越世紀的情書（老人）2012年
- T.S.旅行記（警員）2013年

## 配音

### 歐美電視卡通
- Jim Button（其他聲音）1998年-1999年
- 怪獸妙探（Snyakutz Bu）2005年-2009年

### 歐美動畫片
- Sahara（嚮導、Tuareg的父親）2017年